# تاماس كيس (لاعب كرة قدم مجري)
تاماس كيس (بالمجرية: Kiss Tamás)‏ هو لاعب كرة قدم مجري، ولد في 22 أكتوبر 1987 في بودابست في المجر. لعب مع نادي فاساس.